# 重圏
重圏（じゅうけん、barysphere）とは、1930年代から1950年代ごろまで使われていた、岩石学においてのリソスフェア（岩圏）の内部に位置する鉄やニッケルなどを主成分とする重鉱物で構成された岩石の層。
現在でいう、マントルの下部の一部と核を合わせたもの。
ちなみに坪井の書では、地球の層構造は、外側から気圏（atmosphere)、水圏（hydrosphere）、岩圏（lithosphere）、重圏（barysphere）となっており、現在使われる用語とやや異なっている。